# Horror Metal
Horror Metal è il quarto album studio dei Cadaveria pubblicato nel 2012. L'uscita del disco è stata anticipata il 16 gennaio 2012 dalla pubblicazione del singolo The Days of the After and Behind.

## Tracce
1. Flowers In Fire – 6:51
2. The Night's Theatre – 5:01
3. Death Vision – 5:02
4. Whispers Of Sin – 3:43
5. Assassin – 5:08
6. The Days of the After and Behind – 5:48
7. Apocalypse – 6:01
8. The Oracle (of the Fog) – 5:06
9. Requiem – 5:17
10. This is Not the Silence – 5:35
11. Hypnotic Psychosis – 3:15

## Formazione
- Cadaveria - voce
- Frank Booth - chitarra
- Dick Laurent - chitarra
- Killer Bob (John) - basso
- Marcelo Santos (Flegias) - batteria